# Ateralphus dejeani
Ateralphus dejeani är en skalbaggsart som först beskrevs av Lane 1973.  Ateralphus dejeani ingår i släktet Ateralphus och familjen långhorningar. Inga underarter finns listade.